# Wilhelm von Wedell
Pour les articles homonymes, voir von Wedell.
Wilhelm Felix Heinrich Magnus von Wedell (né le 16 janvier 1801 à Piesdorf et mort le 22 juillet 1866 dans la même ville) est un haut président prussien.

## Biographie
Wilhelm von Wedell est issu de la famille noble von Wedell (de) et est l'aîné des trois fils de Gottlob Heinrich Magnus von Wedell (1769-1831), seigneur de Piesdorf. En tant qu'étudiant à Halle-sur-Saale avant 1827, Wedell devient membre du Corps Saxonia Halle. Après des années comme directeur ministériel au ministère prussien de l'Intérieur, il est nommé haut président de la province de Saxe en 1844. Il succède ensuite à Friedrich Theodor von Merckel à partir de mai 1845 comme haut président de la province de Silésie et en même temps comme président du district de Breslau,. Cependant, il est démis de ses fonctions en mars 1848 car il n'est pas en mesure d'intervenir dans l'intérêt du gouvernement prussien contre le mouvement réformateur (Vormärz) depuis son entrée en fonction, qui aboutit finalement à la Révolution de 1848/1849. En outre, il a totalement échoué aux yeux du roi, ce qui a provoqué la famine et finalement les protestations de la population rurale à la suite des mauvaises récoltes des années précédentes. Wedell s'est même vu contraint de quitter précipitamment Breslau le 19 mars 1848 pour se rendre à Berlin, où il est immédiatement remplacé. En 1856, sur présentation de l'association de la famille von Wedel, propriétaire d'un château en Poméranie, il est nommé à la chambre des seigneurs de Prusse, où il siège jusqu'à sa mort.

## Famille
Wedell se marie avec Elisabeth von Moeller, fille du Dr. med. Friedrich Wilhelm von Moeller (1758-1842), conseiller médical de la cour, médecin personnel et propriétaire du domaine de Schlüsselburg (Weser), anobli en 1805 et travaillant à Minden, et de Friederike Woermann (1775-1857). Le frère d'Elisabeth est le haut président prussien Eduard von Möller (1814-1880).